# 莫俊鹏
莫俊鹏（1958年8月21日—），辽宁海城人，汉族，中国共产党党员。中华人民共和国政治人物、第十三届全国人民代表大会解放军和武警部队代表，中国人民解放军少将 ，曾任火箭军装备部部长。

## 生平
是中国共产党党员。中国人民解放军国防大学军事战略学专业毕业。曾任中国人民解放军第二炮兵装备部副部长、二炮第二十二基地（驻陕西宝鸡）司令员、二炮副参谋长、二炮装备部部长等职。
2015年12月31日，进入新成立的中国人民解放军火箭军首任领导班子，出任中国人民解放军火箭军装备部部长。
2008年7月，晋升少将军衔。2013年，当选第十二届全国人民代表大会解放军代表。2018年2月24日，当选为第十三届全国人大代表。